# 번 목록
번 목록은 에도 시대부터 메이지 시대 초기까지의 일본에 존재한 번(藩)들을 지방별로 목록화하였다.

## 에도 막부의 번(藩) 목록
다음은 에도 시대부터 폐번치현 직전까지 일본에 존재했던 번들을 지역별로 열거한 것이다. 번청의 위치를 기준으로 하였으며, 순서는 방위상 북쪽에서 남쪽 순으로 되어 있다. 이하의 번들은 흔히 ‘에도 300번’이라는 명칭으로 불리는데, 그렇다고 해서 에도 시대 내내 번의 수가 300개였던 것은 아니다. 존재했던 번들의 수는 500여 개를 넘지만 신설, 합병, 폐지를 거듭하였기 때문에, 평균적으로 270개 정도의 번이 일본 열도에 분포되어 있었다.
- 범례
  - 번의 이름은 위도가 높은 순으로 표기했다.
  - 지방 구분은 편의상 현재의 현별로 이용되고 있는 것을 원용했다.
  - 번의 별명이나 지번에 대해서는 괄호를 써서 번 이름 옆에 적었다.
  - 지번의 기사는 원칙적으로 본번의 항목 내에 기록되어 있기 때문에, 이 일람에서는 링크되지 않지만, 국주격 등 중요한 번에 대해서는 그러하지 아니하다.
  - 설립 후, 바로 폐번된 번 등은 기록되어 있지 않은 경우가 있다.

## 홋카이도

### 카라후토(사할린)(樺太)
1. 오노번(大野藩) (키타에조치 개척과 오노 마루)
2. 아와카츠야마번(安房勝山藩) (시스카군에 번사나 영민을 보내어 어장을 개척함)
3. 마쓰마에번(松前藩) (곡물이 산출되지 않아 고쿠다카가 없었지만 에조와의 교역을 전담하여서 고쿠다카 1만석격의 다이묘로 대우받았다. 후에 러시아가 남하하면서 중요도가 올라가 3만석격으로 대우받게 되었다.)

### 지시마국(千島国)
1. 마쓰마에번(松前藩)
2. 센다이번(仙台藩) (토마리진야, 후레베츠진야)

※이하, 분령 지배시의 번
1. 고치번(高知藩)
2. 사가번(佐賀藩)
3. 히코네번(彦根藩)
4. 구보타번(久保田藩) (아키타번)

### 기타미국(北見国)
1. 마쓰마에번(松前藩)
2. 구보타번(久保田藩) (아키타번, 소야진야)
3. 아이즈번(会津藩) (몬베츠진야, 샤리진야)

※이하, 분령 지배시의 번
1. 미토번(水戸藩)
2. 가나자와번(金沢藩)
3. 와카야마번(和歌山藩)
4. 히로시마번(広島藩)
5. 나고야번(名古屋藩)

### 데시오국(天塩国)
1. 마쓰마에번(松前藩)
2. 쇼나이번(庄内藩) (루모이, 도마마에, 데시오의 3개 진야)
3. 구보타번(久保田藩) (아키타번, 마시케진야)

※이하, 분령 지배시의 번
1. 미토번(水戸藩)
2. 야마구치번(山口藩)

### 네무로국(根室国)
1. 마쓰마에번(松前藩)
2. 아이즈번(会津藩) (시베츠오모테호니코이진야)
3. 센다이번(仙台藩) (네무로진야)

※이하, 분령 지배시의 번
1. 구마모토번(熊本藩)

### 구시로국(釧路国)
1. 마쓰마에번(松前藩)
2. 센다이번(仙台藩) (앗케시진야)

※이하, 분령 지배시의 번
1. 히로시마번(広島藩)
2. 사가번(佐賀藩)
3. 후쿠야마번(福山藩)

### 도카치국(十勝国)
1. 마쓰마에번(松前藩)
2. 센다이번(仙台藩) (토카치진야)

※이하, 분령 지배시의 번
1. 시즈오카번(静岡藩)
2. 가고시마번(鹿児島藩)

### 히다카국(日高国)
1. 마쓰마에번(松前藩)

※이하, 분령 지배시의 번
1. 센다이번(仙台藩)
2. 히코네번(彦根藩)
3. 도쿠시마번(徳島藩)
4. 가고시마번(鹿児島藩)

### 이시카리국(石狩国)
1. 마쓰마에번(松前藩)
2. 쇼나이번(庄内藩) (하마마스진야)

※이하, 분령 지배시의 번
1. 야마구치번(山口藩)
2. 고치번(高知藩)

### 이부리국(胆振国)
1. 마쓰마에번(松前藩)
2. 센다이번(仙台藩) (시라오이진야)
3. 미나베번(南部藩) (모로란진야)

※이하, 분령 지배시의 번
1. 고치번(高知藩)
2. 이치노세키번(一関藩)
3. 오이즈미번(大泉藩)
4. 도나미번(斗南藩)

### 시리베시국(後志国)
1. 마쓰마에번(松前藩)
2. 쓰가루번(津軽藩) (슷츠진야)

※이하, 분령 지배시의 번
1. 요네자와번(米沢藩)
2. 오카야마번(岡山藩)
3. 돗토리번(鳥取藩)
4. 히로사키번(弘前藩)
5. 도나미번(斗南藩)
6. 후쿠오카번(福岡藩)

### 오시마국(渡島国)
1. 마쓰마에번(松前藩)

## 도호쿠 지방

### 무쓰국(陸奥国)
1. 도나미번(斗南藩)
2. 시치노헤번(七戸藩)
3. 히로사키번(弘前藩)
4. 구로이시번(黒石藩)
5. 하치노헤번(八戸藩)

### 리쿠추국(陸中国)
1. 모리오카번(盛岡藩)
2. 이치노세키번(一関藩, 센다이번의 지번)

### 리쿠젠국(陸前国)
1. 센다이번(仙台藩)

※이하, 무쓰국으로부터 분립하기 전에 폐번
1. 이와누마번(岩沼藩)
2. 나카쓰야마번(中津山藩)

### 우고국(羽後国)
1. 구보타번(久保田藩)
2. 이와사키번(岩崎藩)
3. 가메다번(亀田藩)
4. 혼조번(本荘藩)
5. 야시마번(矢島藩)

※이하, 데와국에서 분립하기 전에 폐번
1. 구보타 신덴번(久保田新田藩)

### 우젠국(羽前国)
1. 쇼나이번(庄内藩)
2. 데와 마쓰야마번(出羽松山藩, 쇼나이번의 지번)
3. 신조번(新庄藩)
4. 야마가타번(山形藩)
5. 카미노야마번(上山藩)
6. 덴도번(天童藩)
7. 나가토로번(長瀞藩)
8. 요네자와번(米沢藩)
9. 요네자와 신덴번(米沢新田藩)

※이하, 데와국에서 분립하기 전에 폐번
1. 오야마번(大山藩)
2. 아테라자와번(左沢藩)
3. 니카호번(仁賀保藩)
4. 데와 마루오카번(出羽丸岡藩)
5. 다카하타번(高畠藩)

### 이와키국(磐城国)
1. 소마 나카무라번(相馬中村藩)
2. 미하루번(三春藩)
3. 모리야마번(守山藩, 미토번의 지번)
4. 이와키 다이라번(磐城平藩)
5. 다나구라번(棚倉藩)
6. 유나가야번(湯長谷藩)
7. 이즈미번(泉藩)

※이하, 무쓰국으로부터 분립하기 전에 폐번
1. 시라카와번(白河藩)
2. 시라카와 신덴번(白河新田藩, 시라카와번의 지번)
3. 아사카와번(浅川藩)
4. 구보타번(窪田藩)

### 이와시로국(岩代国)
1. 후쿠시마번(福島藩)
2. 니혼마쓰번(二本松藩)

※이하, 무쓰국으로부터 분립하기 전에 폐번
1. 야나가와번(梁川藩)
2. 고오리번(桑折藩)
3. 시모테도번(下手渡藩)
4. 무쓰 시모무라번(陸奥下村藩)
5. 아이즈번(会津藩)
6. 오쿠보번(大久保藩)
7. 이시카와번(石川藩)

## 간토 지방

### 고즈케국(上野国)
1. 누마타번(沼田藩)
2. 마에바시번(前橋藩) = 마야바시번(厩橋藩)
3. 안나카번(安中藩)
4. 다카사키번(高崎藩)
5. 이세사키번(伊勢崎藩 )
6. 나노카이치번(七日市藩)
7. 요시이번(吉井藩)
8. 오바타번(小幡藩)
9. 다테바야시번(館林藩)
10. 소쟈번(総社藩)
11. 나와번(那波藩)
12. 이타바나번(板鼻藩)
13. 야타번(矢田藩)
14. 도요오카번
15. 오고번(大胡藩)
16. 시로이번(白井藩)
17. 아오야기번(青柳藩)
18. 가미사토미번(上里見藩)
19. 시노즈카번(篠塚藩)

### 시모쓰케국(下野国)
1. 오타와라번(大田原藩)
2. 구로바네번(黒羽藩)
3. 기쓰레가와번(喜連川藩) (실제 곡물 산출량은 5천석 정도로 원래대로라면 다이묘가 아닌 하타모토급으로 대우받아야 하지만 번주 가문이 아시카가 가문이어서 전 쇼군가에 대한 예우로 10만석격 다이묘로 대우받았다.)
4. 가라스야마번(烏山藩)
5. 우쓰노미야번(宇都宮藩)
6. 미부번(壬生藩)
7. 사노번(佐野藩)
8. 나스번(那須藩)
9. 다카토쿠번(高徳藩)
10. 이타바시번(板橋藩)
11. 가누마번(鹿沼藩)
12. 모테기번(茂木藩)
13. 모오카번(真岡藩)
14. 가미다번(上田藩)
15. 야마카와번(山川藩)
16. 아시카가번(足利藩)
17. 에노모토번(榎本藩)
18. 시모쓰케 도미타번(下野富田藩)
19. 미나가와번(皆川藩)
20. 오야마번(小山藩)
21. 후키아게번(吹上藩)
22. 니시카타번(西方藩)
23. 오미야번(大宮藩)

### 히타치국(常陸国)
1. 가사마번(笠間藩)
2. 미토번(水戸藩)
3. 히타치 시시도번(宍戸藩, 미토번의 지번)
4. 히타치 마쓰오카번(常陸松岡藩, 미토번의 지번)
5. 시모다테번(下館藩)
6. 히타치 후추번(常陸府中藩, 미토번의 지번)
7. 시모쓰마번(下妻藩)
8. 쓰치우라번(土浦藩)
9. 야타베번(谷田部藩)
10. 모리야번(守谷藩)
11. 우시쿠번(牛久藩)
12. 아소번(麻生藩)
13. 누카다번(額田藩)
14. 마쓰카와번(松川藩)
15. 호나이번(保内藩)
16. 마카베번(真壁藩)
17. 가타노번(片野藩)
18. 가키오카번(柿岡藩)
19. 히타치 호조번(常陸北条藩)
20. 시즈쿠번(志筑藩)
21. 다마토리번(玉取藩)
22. 고바리번(小張藩)
23. 히타치 훗토번(常陸古渡藩)
24. 에도사키번(江戸崎藩)
25. 류가사키번(龍ヶ崎藩)

### 가즈사국(上総国)
1. 조자이번(請西藩) = 가이부치번(貝淵藩) = 사쿠라이번(桜井藩) (유일하게 다이묘가 탈번한 적이 있는 번이다. 당시 다이묘 하야시 타다타카는 가신단 70여명과 같이 보신전쟁 당시 막부를 위해 유격대를 창설하였고 그 과정에서 탈번하였다.)
2. 이노번(飯野藩)
3. 사누키번(佐貫藩)
4. 이치노미야번(一宮藩)
5. 구루리번(久留里藩)
6. 오타키번(大多喜藩)
7. 고이번(五井藩)
8. 마쓰오번(松尾藩) = 시바야마번(柴山藩)
9. 오아미번(大網藩)
10. 햐쿠슈번(百首藩)
11. 고쿠보번(小久保藩)
12. 가리야번(苅谷藩)
13. 아네가사키번(姉崎藩)
14. 쓰루마키번(鶴牧藩)
15. 사쿠라이번(桜井藩)
16. 오타키 신덴번(大多喜新田藩, 이와쓰키번의 지번)
17. 가쓰우라번(勝浦藩)
18. 기쿠마번(菊間藩)
19. 우루이도번(潤井戸藩)
20. 쓰루마이번(鶴舞藩)
21. 다카타키번(高滝藩, 시나노 사카키번의 지번)
22. 야와타번(八幡藩)

### 시모사국(下総国)
1. 유키번(結城藩)
2. 고가번(古河藩)
3. 세키야도번(関宿藩)
4. 다카오카번(高岡藩)
5. 오미가와번(小見川藩)
6. 사쿠라번(佐倉藩)
7. 다코번(多胡藩)
8. 오유미번(生実藩)
9. 야마카와번(山川藩)
10. 오와번(大輪藩)
11. 야마자키번(山崎藩)
12. 모리야번(守谷藩)
13. 야하기번(矢作藩)
14. 이다번(飯田藩)
15. 우스이번(臼井藩)
16. 이와토미번(岩富藩)
17. 소가노번(曾我野藩)
18. 구리하라번(栗原藩)
19. 후나토번(舟戸藩)
20. 미우라번(三浦藩)

### 무사시국(武蔵国)
1. 가와고에번(川越藩)
2. 오시번(忍藩)
3. 이와쓰키번(岩槻藩)
4. 혼조번(本庄藩)
5. 하치만야마번(八幡山藩)
6. 오카베번(岡部藩)
7. 후카야번(深谷藩)
8. 히가시카타번(東方藩)
9. 기사이번(騎西藩) = 사이치번(私市藩)
10. 무사시 마쓰야마번(武蔵松山藩)
11. 노모토번(野本藩)
12. 다카사카번(高坂藩)
13. 구키번(久喜藩)
14. 이시토번(石戸藩)
15. 고무로번(小室藩)
16. 하라이치번(原市藩)
17. 이치노미야번(一宮藩)
18. 하토가야번(鳩ヶ谷藩)
19. 기타미번(喜多見藩)
20. 무쓰우라번(六浦藩) = 무사시 가나자와번(武蔵金沢藩)
21. 아카누마번(赤沼藩) = 아카마쓰번(赤松藩)

### 아와국(安房国)
1. 아와 가쓰야마번(勝山藩)
2. 다테야마번(館山藩)
3. 나가오번(長尾藩)
4. 호조번(北条藩)
5. 도조번(東条藩)
6. 하나부사번(花房藩)
7. 사이구사번(三枝藩)
8. 후나가타번(船形藩)

### 사가미국(相模国)
1. 다마나와번(玉縄藩)
2. 오다와라번(小田原藩)
3. 오기노 야마나카번(荻野山中藩, 오다와라 번의 지번)
4. 후카미번(深見藩)

### 가이국(甲斐国)
1. 고후번(甲府藩)
2. 야무라번(谷村藩)
3. 도쿠미번(徳美藩)
4. 고후 신덴번(甲府新田藩)

## 호쿠리쿠 · 신에츠 지방

### 에치고국(越後国)
1. 무라카미번(村上藩)
2. 구로카와번(黒川藩)
3. 미쓰카이치번(三日市藩)
4. 시바타번(新発田藩)
5. 무라마쓰번(村松藩)
6. 요이타번(与板藩)
7. 에치고 나가오카번(長岡藩)
8. 미네야마번(三根山藩, 나가오카번의 지번)
9. 자오도번(蔵王堂藩)
10. 시야번(椎谷藩)
11. 다카다번(高田藩)
12. 다카야나기번(高柳藩) = 구비키번(首城藩)
13. 이토이가와번(糸魚川藩)
14. 사카토번(坂戸藩)
15. 산조번(三条藩)
16. 소미번(沢海藩, 시바타번의 지번)
17. 후지이번(藤井藩)
18. 나가미네번(長峰藩)

### 엣추국(越中国)
1. 도야마번(富山藩, 가가번의 지번)
2. 누노이치번(布市藩)

### 노토국(能登国)
1. 노토 시모무라번(能登下村藩)
2. 니시야치번(西谷藩)
3. 나나오번(七尾藩)

### 가가국(加賀国)
1. 가가번(加賀藩) = 가나자와번(金沢藩)
2. 다이쇼지번(大聖寺藩, 가가번의 지번)
3. 다이쇼지 신덴번(大聖寺新田藩, 다이쇼지번의 지번)

### 에치젠국(越前国)
1. 에치젠 마루오카번(丸岡藩)
2. 후쿠이번(福井藩) = 에치젠번(越前藩)
3. 에치젠 가쓰야마번(越前勝山藩)
4. 오노번(大野藩)
5. 사바에번(鯖江藩)
6. 쓰루가번(敦賀藩)
7. 다카모리번(高森藩)
8. 도고번(東郷藩)
9. 야스이번(安居藩)
10. 요시에번(吉江藩)
11. 에치젠 마쓰오카번(越前松岡藩)
12. 고노모토번(木本藩)
13. 가즈라노번(葛野藩)

### 와카사국(若狭国)
1. 오바마번(小浜藩)
2. 다카하마번(高浜藩)

### 시나노국(信濃国)
1. 이야마번(飯山藩)
2. 스사카번(須坂藩)
3. 마쓰시로번(松代藩) = 가와나카지마번(川中島藩)
4. 우에다번(上田藩)
5. 고모로번(小諸藩, 후에 에치고 나가오카번의 지번)
6. 이와무라다번(岩村田藩)
7. 마쓰모토번(松本藩)
8. 오쿠토노번(奥殿藩) = 다노구치번(田野口藩), 다쓰오카번(龍岡藩)
9. 스와번(諏訪藩) = 다카시마번(高島藩)
10. 다카토번(高遠藩)
11. 이다번(飯田藩)
12. 하니시나번(埴科藩, 마쓰시로번의 지번)
13. 사카키번(坂木藩)
14. 나가누마번(長沼藩)
15. 다카이번(高井藩, 오와리번의 지번)
16. 오쿠니시나번(奥仁科藩, 마쓰모토번의 지번)
17. 다카이노번(高井野藩)
18. 곤도번(近藤藩)
19. 시나노 나카무라번(信濃中村藩)

## 도카이 지방

### 스루가국(駿河国)
1. 슨푸번(駿府藩) = 시즈오카번 (静岡藩)
2. 누마즈번(沼津藩)
3. 마쓰나가번(松長藩)
4. 오지마번(小島藩)
5. 다나카번(田中藩)
6. 가와나리지마번(川成島藩)
7. 고코쿠지번(興国寺藩)

### 도토미국(遠江国)
1. 가케가와번(掛川藩)
2. 하마마쓰번(浜松藩)
3. 요코스카번(横須賀藩)
4. 사가라번(相良藩)
5. 호리에번(堀江藩)
6. 이이노야번井伊谷藩()
7. 가케즈카번(掛塚藩)
8. 도토미 구노번(遠江久野藩)

### 미카와국(三河国)
1. 고로모번(挙母藩)
2. 가리야번(刈谷藩)
3. 시게하라번(重原藩)
4. 오규번(大給藩)
5. 오카자키번(岡崎藩)
6. 니시오히라번(西大平藩)
7. 니시바타번(西端藩)
8. 니시오번(西尾藩)
9. 요시다번(吉田藩) = 도요하시번(豊橋藩)
10. 다하라번(田原藩)
11. 한바라번(半原藩)
12. 쓰쿠데번(作手藩)
13. 신시로번(新城藩)
14. 하타무라번(畑村藩)
15. 아스케번(足助藩)
16. 이보번(伊保藩)
17. 오쿠토노번(奥殿藩)
18. 미카와 나카지마번(三河中島藩)
19. 후코즈번(深溝藩)
20. 가타하라번(形原藩)
21. 오하마번(大浜藩)
22. 미카와 미즈노번(三河水野藩)

### 오와리국(尾張国)
1. 이누야마번(犬山藩, 오와리번의 츠케가로)
2. 오와리번(尾張藩) = 나고야번(名古屋藩)
3. 오가와번(緒川藩)
4. 오와리 구로다번(尾張黒田藩)
5. 기요스번(清洲藩)

### 히다국(飛騨国)
1. 히다 다카야마번(飛騨高山藩)

### 미노국(美濃国)
1. 이마오번(今尾藩, 오와리번의 츠케가로)
2. 하치만번(八幡藩) = 구조번(郡上藩)
3. 기후번(岐阜藩)
4. 나에키번(苗木藩)
5. 오가키번(大垣藩)
6. 가노번(加納藩)
7. 가가 노이번(加賀野井藩)
8. 이와무라번(岩村藩)
9. 다카스번(高須藩, 오와리번의 지번)
10. 이비번(揖斐藩)
11. 구로노번(黒野藩)
12. 오가키 신덴번(大垣新田藩, 오가키번의 지번)
13. 후쿠쓰카번(福束藩)
14. 미노 히라즈카번(美濃平塚藩)
15. 아오노번(青野藩)
16. 다라번(多良藩)
17. 주시치조번(十七条藩)
18. 오타야마번(太田山藩)
19. 다카토미번(高富藩)
20. 세키번(関藩)
21. 고즈치번(上有知藩)
22. 이와타키번(岩滝藩)
23. 가나야마번(金山藩)
24. 도쿠노번(徳野藩)
25. 미노 다카마쓰번(美濃高松藩) = 마쓰노키번(松ノ木藩)
26. 기요미즈번(清水藩)
27. 소네번(曽根藩)
28. 노무라번(野村藩)
29. 미노 하세가와번(美濃長谷川藩)
30. 미노 와키사카번(美濃脇坂藩)

## 긴키 지방

### 이세국(伊勢国)
1. 나가시마번(長島藩)
2. 구와나번(桑名藩)
3. 고모노번(菰野藩)
4. 이세 가메야마번(伊勢亀山藩)
5. 간베번(神戸藩)
6. 쓰번(津藩) = 아노쓰번(安濃津藩)
7. 히사이번(久居藩, 쓰번의 지번)
8. 핫타번(八田藩)
9. 이세 사이조번(伊勢西条藩)
10. 미나미하야자키번(南林崎藩)
11. 이세 우에노번(伊勢上野藩)
12. 이세 하야시번(伊勢林藩)
13. 구모즈번(雲出藩)
14. 마쓰사카번(松坂藩)
15. 다케하라번(竹原藩)
16. 이세 이와데번(伊勢岩手藩)
17. 다마루번(田丸藩)
18. 이오번(井生藩)

### 이가국(伊賀国)
1. 이가 우에노번(伊賀上野藩)

### 시마국(志摩国)
1. 도바번(鳥羽藩)

### 오미국(近江国)
1. 아사히야마번(朝日山藩)
2. 오미 미야카와번(近江宮川藩)
3. 나가하마번(長浜藩)
4. 히코네번(彦根藩)
5. 히코네 신덴번(彦根新田藩, 히코네번의 지번)
6. 오미조번(大溝藩)
7. 구쓰키번(朽木藩)
8. 가타다번(堅田藩)
9. 오모리번(大森藩)
10. 야마카미번(山上藩)
11. 미카미번(三上藩)
12. 니쇼지번(仁正寺藩)
13. 제제번(膳所藩)
14. 미나쿠치번(水口藩)
15. 사와야마번(佐和山藩)
16. 오미 다카시마번(近江高島藩)
17. 오쓰번(大津藩)
18. 오미 고무로번(近江小室藩)

### 야마시로국(山城国)
1. 요도번(淀藩)
2. 나가오카번(山城長岡藩)
3. 후시미번(伏見藩)
4. 미마키번(御牧藩)

### 야마토국(大和国)
1. 야규번(柳生藩)
2. 고리야마번(郡山藩)
3. 고이즈미번(小泉藩)
4. 야나기모토번(柳本藩)
5. 가이주번(戒重藩)
6. 시바무라번(芝村藩)
7. 구지라번(櫛羅藩)
8. 우다마쓰야마번(宇陀松山藩)
9. 다카토리번(高取藩)
10. 오키도메번(興留藩)
11. 다쓰타번(竜田藩)
12. 다와라모토번(田原本藩)
13. 기시다번(岸田藩)
14. 야마토 신조번(大和新庄藩)
15. 고세번(御所藩)
16. 야마토 고조번(大和五条藩)

### 기이국(紀伊国)
1. 기슈번(紀州藩) = 와카야마번(和歌山藩)
2. 기이 다나베번(田辺藩, 기슈번의 츠케가로)
3. 신구번(新宮藩, 기슈번의 츠케가로)

### 이즈미국(和泉国)
1. 도키번(陶器藩)
2. 하카타번(伯太藩) = 오바데라번(大庭寺藩)
3. 기시와다번(岸和田藩)
4. 다나가와번(谷川藩)
5. 요시미번(吉見藩)

### 가와치국(河内国)
1. 단난번(丹南藩)
2. 사야마번(狭山藩)
3. 니시다이번(西代藩)

### 셋쓰국(摂津国)
1. 산다번(三田藩)
2. 다카쓰키번(高槻藩)
3. 아사다번(麻田藩)
4. 아마가사키번(尼崎藩)
5. 오사카번(大坂藩)
6. 이바라키번(茨木藩)
7. 나카지마번(中島藩)
8. 마시타번(味舌藩)

### 단바국(丹波国)
1. 후쿠치야마번(福知山藩)
2. 아야베번(綾部藩)
3. 야마가번(山家藩)
4. 가이바라번(柏原藩)
5. 사사야마번(篠山藩)
6. 소노베번(園部藩)
7. 가메야마번(亀山藩)
8. 야카미번(八上藩)

### 단고국(丹後国)
1. 미네야마번(峰山藩)
2. 미야즈번(宮津藩)
3. 다나베번(田辺藩)

### 하리마국(播磨国)
1. 야마자키번(山崎藩)
2. 안지번(安志藩)
3. 미카즈키번(三日月藩) = 노이노번(乃井野藩)
4. 하야시다번(林田藩)
5. 미쿠사번(三草藩)
6. 다쓰노번(龍野藩)
7. 오노번(小野藩)
8. 히메지번(姫路藩)
9. 아코번(赤穂藩)
10. 아카시번(明石藩)
11. 후쿠모토번(福本藩)
12. 하리마 신구번(播磨新宮藩)
13. 히메지 신덴번(姫路新田藩)
14. 히라후쿠번(平福藩)

### 다지마국(但馬国)
1. 기요도메번(清富藩)
2. 이즈시번(出石藩)
3. 도요오카번(豊岡藩)
4. 무라오카번(村岡藩)
5. 야기번(八木藩)
6. 다케다번(竹田藩)

### 아와지국(淡路国)
1. 스모토번(洲本藩)
2. 이마바리번(今治藩)
3. 히메지번(姫路藩)
4. 도쿠시마번(徳島藩)

## 주고쿠 지방

### 이나바국(因幡国)
1. 돗토리번(鳥取藩)
2. 시카노번(鹿野藩 → 鹿奴藩, 1685년 이후 돗토리번의 지번)
3. 와카사번(若桜藩, 1700년 이후 돗토리번의 지번)

### 호키국(伯耆国)
1. 요나고번(米子藩)
2. 구라요시번(倉吉藩)
3. 구로사카번(黒坂藩)
4. 야바세번(矢橋藩)

### 이즈모국(出雲国)
1. 마쓰에번(松江藩)
2. 마쓰에 신덴번(松江新田藩, 마쓰에번의 지번)
3. 히로세번(広瀬藩, 마쓰에번의 지번)
4. 모리번(母里藩, 마쓰에번의 지번)

### 미마사카국(美作国)
1. 쓰야마번(津山藩)
2. 가쓰야마 번(勝山藩)
3. 쓰야마 신덴번(1)(津山新田藩(1), 쓰야마번의 지번)
4. 쓰야마 신덴번(2)(津山新田藩(2), 쓰야마번의 지번)
5. 미야가와번(宮川藩, 쓰야마번의 지번)
6. 다즈타번(鶴田藩)

### 이와미국(石見国)
1. 요시나가번(吉永藩)
2. 하마다번(浜田藩)
3. 쓰와노번(津和野藩)

### 비젠국(備前国)
1. 오카야마번(岡山藩)
2. 고지마번(児島藩)

### 빗추국(備中国)
1. 니미번(新見藩)
2. 빗추 마쓰야마번(備中松山藩)
3. 나리와번(成羽藩)
4. 아사오번(浅尾藩)
5. 아시모리번(足守藩)
6. 오카다번(岡田藩)
7. 니와세번(庭瀬藩)
8. 이쿠사카번(生坂藩, 오카야마번의 지번)
9. 가모가타번(鴨方藩, 오카야마번의 지번)
10. 니시에바라번(西江原藩)

### 빈고국(備後国)
1. 미요시번(三次藩, 히로시마번의 지번)
2. 빈고 후쿠야마번(備後福山藩)

### 아키국(安芸国)
1. 히로시마번(広島藩)
2. 히로시마 신덴번(広島新田藩, 히로시마번의 지번)

### 스오국(周防国)
1. 이와쿠니번(岩国藩, 조슈번의 지번)
2. 도쿠야마번(徳山藩) = 구다마쓰번(下松藩) (조슈번의 지번)

### 나가토국(長門国)
1. 조슈번(長州藩) = 하기번(萩藩) = 모리번(毛利藩) = 스오 야마구치번(周防山口藩) (대표적인 도막파 번으로 삿초도비에 포함된다. 많은 수의 일본 육군 장교를 배출하였다.)
2. 조후번(長府藩, 조슈번의 지번)
3. 기요스에번(清末藩, 조후번의 지번)

## 시코쿠 지방

### 사누키국(讃岐国)
1. 다카마쓰번(高松藩)
2. 마루가메번(丸亀藩)
3. 다도쓰번(多度津藩, 마루가메번의 지번)

### 아와국(阿波国)
1. 도쿠시마번(徳島藩)
2. 아와 도미다번(阿波富田藩, 도쿠시마번의 지번)

### 이요국(伊予国)
1. 가와노에번(川之江藩)
2. 이마바리번(今治藩)
3. 사이조번(西条藩, 기슈번의 지번)
4. 고마쓰번(小松藩)
5. 이요 마쓰야마번(伊予松山藩)
6. 마쓰야마 신덴번(松山新田藩, 이요 마쓰야마번의 지번)
7. 오즈번(大洲藩)
8. 니야번(新谷藩, 오쓰번의 지번)
9. 이요 요시다번(伊予吉田藩, 우와지마번의 지번)
10. 우와지마번(宇和島藩)

### 도사국(土佐国)
1. 도사번(土佐藩) = 고치 번(高知藩) (삿초도비의 구성원으로, 번주가 아닌 번사중 하나였던 이타가키 다이스케가 독단적으로 출병하였다.)
2. 도사 신덴번(土佐新田藩, 도사번의 지번)
3. 도사 나카무라번(土佐中村藩, 도사번의 지번)

## 규슈 지방

### 부젠국(豊前国)
1. 고쿠라번(小倉藩)
2. 지즈카번(千束藩, 고쿠라번의 지번)
3. 나카쓰번(中津藩)

### 분고국(豊後国)
1. 기쓰키번(杵築藩)
2. 다카다번(高田藩)
3. 히지번(日出藩)
4. 모리번(森藩)
5. 후나이번(府内藩)
6. 우스키번(臼杵藩)
7. 사이키번(佐伯藩)
8. 오카번(岡藩)
9. 다테이시번(立石藩)

### 지쿠젠국(筑前国)
1. 도렌지번(東蓮寺藩, 후쿠오카번의 지번)
2. 후쿠오카번(福岡藩)
3. 아키즈키번(秋月藩, 후쿠오카번의 지번)

### 지쿠고국(筑後国)
1. 마쓰자키번(松崎藩, 구루메번의 지번)
2. 구루메번(久留米藩)
3. 야나가와번(柳河藩)
4. 미이케번(三池藩)

### 히젠국(肥前国)
1. 가라쓰번(唐津藩)
2. 히라도번(平戸藩)
3. 히라도 신덴번(平戸新田藩, 히라도번의 지번)
4. 오기번(小城藩, 사가번의 지번)
5. 하스노이케번(蓮池藩, 사가번의 지번)
6. 사가번(佐賀藩) (삿초도비의 구성원 중 하나로 사태를 관망하다가 에도성 무혈개성후에 신정부군에 합류하였다.)
7. 가시마번(鹿島藩, 사가번의 지번)
8. 오무라번(大村藩)
9. 시마바라번(島原藩) (유일하게 다이묘가 참수개역 당한 번으로, 다이묘였던 마츠쿠라 카츠이에가 미노오도리등의 학정을 저지르고 가톨릭을 탄압하여 시마바라의 난 발발에 지대한 공헌을 하였고 그로 인에 참수개역 당하였다.)
10. 후쿠에번(福江藩) = 고토번(五島藩)

### 쓰시마국(対馬国)
1. 쓰시마 후추번(対馬府中藩) = 이즈하라번(厳原藩) = 쓰시마번(対馬藩) (곡물 산출량은 다이묘의 기준인 1만석 근처였으나 조선과의 무역을 담당하여 10만석격의 다이묘의 대우를 받았다.)

### 히고국(肥後国)
1. 다카세번(高瀬藩) = 히고 신덴번(肥後新田藩)(구마모토 번의 지번)
2. 구마모토번(熊本藩) = 히고번(肥後藩)
3. 우토번(宇土藩, 구마모토번의 지번)
4. 히토요시번(人吉藩)
5. 도미오카번(富岡藩) = 아마쿠사번(天草藩)

### 휴가국(日向国)
1. 노베오카번(延岡藩)
2. 다카나베번(高鍋藩)
3. 사도와라번(佐土原藩, 사쓰마번의 지번)
4. 오비번(飫肥藩)

### 사쓰마국(薩摩国),오스미국(大隅国)
1. 사쓰마번(薩摩藩) (대표적인 도막파 번으로써 삿초도비의 구성원 중 하나였다. 많은 수의 일본군 해군 장교를 배출하였다.)

## 류큐 열도

### 류큐국
1. 류큐번(琉球藩)